# Paracis bebrycoides
Paracis bebrycoides is een zachte koraalsoort uit de familie Plexauridae. De koraalsoort komt uit het geslacht Paracis. Paracis bebrycoides werd in 1910 voor het eerst wetenschappelijk beschreven door Nutting. 